# Contractul generațional
Contractul generațional desemnează un presupus consens social care trebuie să asigure finanțarea sistemului pensiilor. 
Conform acestui sistem, numit și PAYG (Pay As You Go - din engleză), persoanele active (salariații) contribuie la pensiile celor retrași din viața activă (beneficiarii). 
Contribuțiile la sistemul de pensii nu se acumulează într-un fond de pensii, iar banii sunt folosiți direct pentru plata pensiilor celor retrași din viața activă. Fondurile de pensii nu sunt administrate de către stat, ci de către operatori privați. Este vorba fie despre societăți de administrare specializate, fie despre companii de asigurare. Fiecare persoană contribuie cu un anumit procent din venituri pe durata vieții active într-un cont individual.
Și alte instrumente ale statului social, de exemplu asigurarea medicală obligatorie se bazează pe principiul unui contract generațional, deoarece cheltuielile medii pentru un om în vârstă sunt evident mai mari, în timp ce încasările curente sunt mai reduse decât în anii dinainte de pensionare.